# ドルフ・ラングレン in レトログレイド2204
『ドルフ・ラングレン in レトログレイド2204』（原題：Retrograde）は、2004年に公開されたアクション映画。ドルフ・ラングレン主演。韓国では2005年1月14日に劇場公開された。撮影はイタリアおよびルクセンブルクで行われた。

## キャスト
※括弧内は日本語吹替
- ジョン・フォスター - ドルフ・ラングレン（中田譲治）
- レネ・ディアス - シルヴィア・ドゥ・サンティス（佐々木優子）
- ダルトン - ジョー・モンタナ（飯島肇）
- マーカス - ゲイリー・ダニエルズ（丸山壮史）
- アンドリュー・シュレイダー - ジョー・セガール（福田信昭）
- ロバート・デイヴィス船長 - ケン・サミュエルズ（田中正彦）
- ジェファーソン - デヴィッド・ジーン・トーマス
- マッケンジー - ジェイミー・トリーチャー（英語版）
- ブルース・ロス - マルコ・ロレンツィーニ
- グレッグ - スコット・ジョセフ
- キース - エイドリアン・セラーズ
- ヴァセーリ - ジェームズ・チョーク
- イチェーク - ニコラス・デ・プルセナー
- 司令官 - ディーン・グレゴリー
- チャーリー - デレク・クーター